# Горан Сукно
Горан Сукно (Дубровник, 6. април 1959) бивши је југословенски ватерполиста.

## Спортска каријера
Рођен је у Дубровнику 6. априла 1959. године. Ватерполо је почео да игра у Цавтату 1971. године, где је и одрастао. Са 17 година му је стигао позив да игра за дубровачки Југ. За екипу Југа је играо пуних десет година, односно до 1986. године, и у том раздобљу је освојио титулу првака Југославије 1980, 1981, 1982, 1983. и 1985. године. Купу Југославије је освојен 1981. и 1983. године. Међутим, круна те генерације је титула првака Европе 1981. године.
Након одласка из Југа, од 1986. до 1994. године играо за италијанску екипу Салерно, с тим да се 1989. године накратко вратио у Југ.
Од 1979. године играо је за сениорску репрезентацију Југославије на Универзијади у Мексику. Највећи успех са репрезентацијом Југославије је остварио кад је освојио златну медаљу на Олимпијским играма 1984. у Лос Анђелесу. За репрезентацију Југославије је одиграо 220 утакмица.
Оба његова сина, Иван и Сандро, познати су ватерполисти, а Сандро се окитио златном олимпијском медаљом 2012. у Лондону.